# Alexander Mitscherlich
Alexander Mitscherlich (28. května 1836 Berlín – 31. května 1918 Oberstdorf) byl německý chemik a podnikatel. Je považován za jednoho z vynálezců sulfitového (siřičitého) procesu pro extrakci celulózy ze dřeva. Tento průmyslově-chemický proces umožnil šetrnější a levnější výrobu nejčastějšího materiálu používaného pro výrobu papíru ze dřeva - buničiny.

## Život

### Mládí a vzdělání

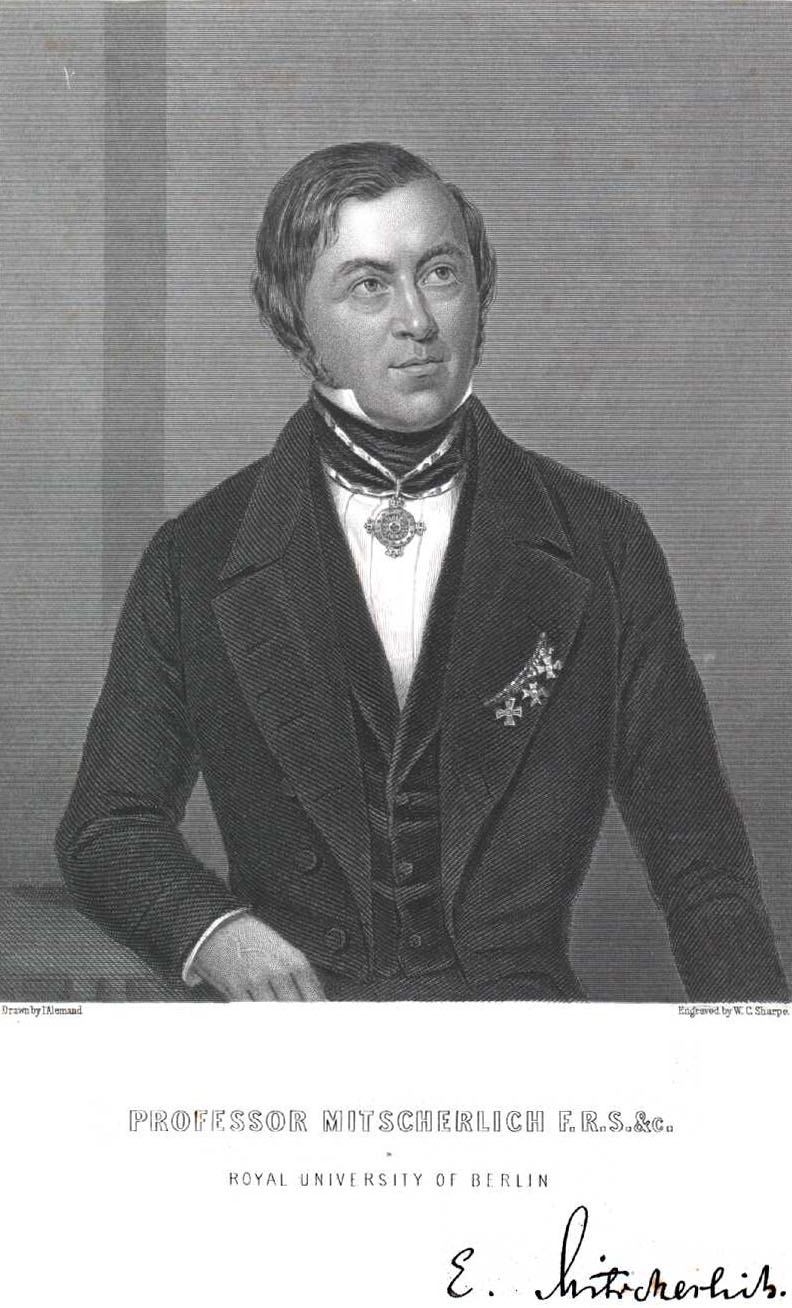
Eilhard Mitscherlich - otec Alexandera

Alexander Mitscherlich se narodil v Berlíně v roce 1836 jako nejmladší dítě tehdy slavného chemika Eilharda Mitscherlicha. Jeho rodný dům v Dorotheenstraße navštěvovali renomovaní vědci, jako byl například Alexander von Humboldt, který se dokonce stal Alexandrovým kmotrem. Alexander projevoval zájem o chemii již během školních let na Friedrich-Wilhelms-Gymnasium a Köllnisches Realgymnasium. Experimentoval v laboratoři svého otce a již v mládí podnikl své první cesty do zahraničí, například do Paříže.
V roce 1857 začal studovat na univerzitě Georga Augusta v Göttingenu, kde o rok později vstoupil do studentského bratrstva Hannovera (Burschenschaft Hannovera), jehož motem byla Svoboda prostřednictvím jednoty. Po roce se na popud svého otce vrátil do Berlína, kde začal studovat na Friedrich-Wilhelms-Universität chemii u Eilharda Mitscherlicha. Navštěvoval také přednášky mineralogie Gustava Rose, matematiky Ernsta Eduarda Kummera, fyziky Heinricha Gustava Magnuse. V roce 1861 dokončil svá studia doktorátem z minerálů kamence a loewigitu.

### Kariera

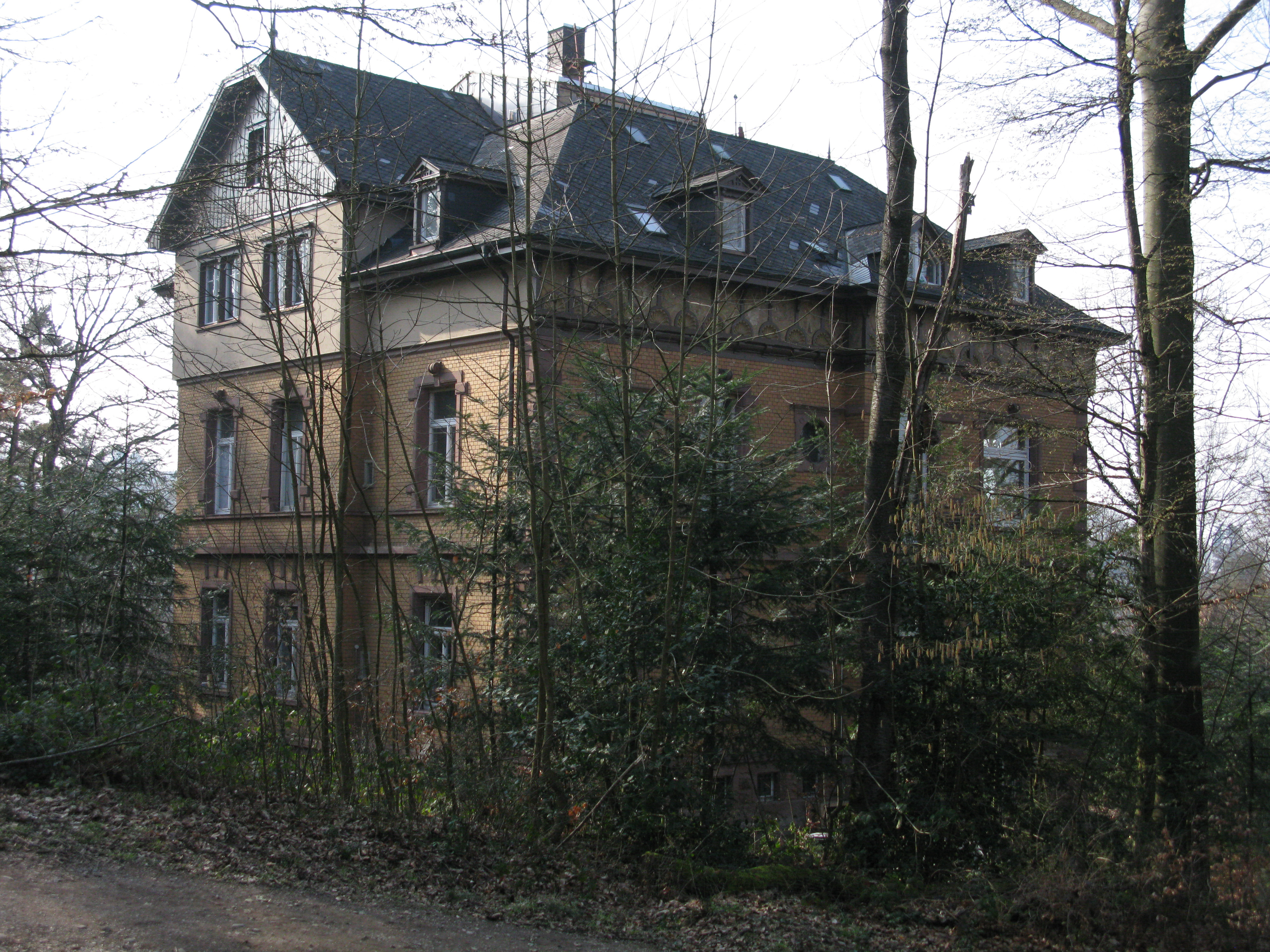
Mitscherlichova vila ve Freiburgu-Wiehre

V roce 1862 se Mitscherlich stal asistentem chemika Friedricha Wöhlera na univerzitě v Göttingenu. Nějaký čas pobýval také v Londýně, Cambridgi a Paříži, kde byl asistentem Adolpha Wurtze. Když jeho otec vážně onemocněl, vrátil se na jaře 1863 do Berlína a nahradil ho v jeho přednáškách. Po jeho smrti a habilitaci v oboru spektrální analýzy se stal soukromým lektorem experimentální chemie na Friedrich-Wilhelms-Universität v Berlíně.
V roce 1867 byl jedním ze zakladatelů Německé chemické společnosti a v roce 1868 byl jmenován profesorem anorganických věd na nově založené Lesnické akademii v Hannoversch Mündenu. Přednášel zde chemii, fyziku a geologii.

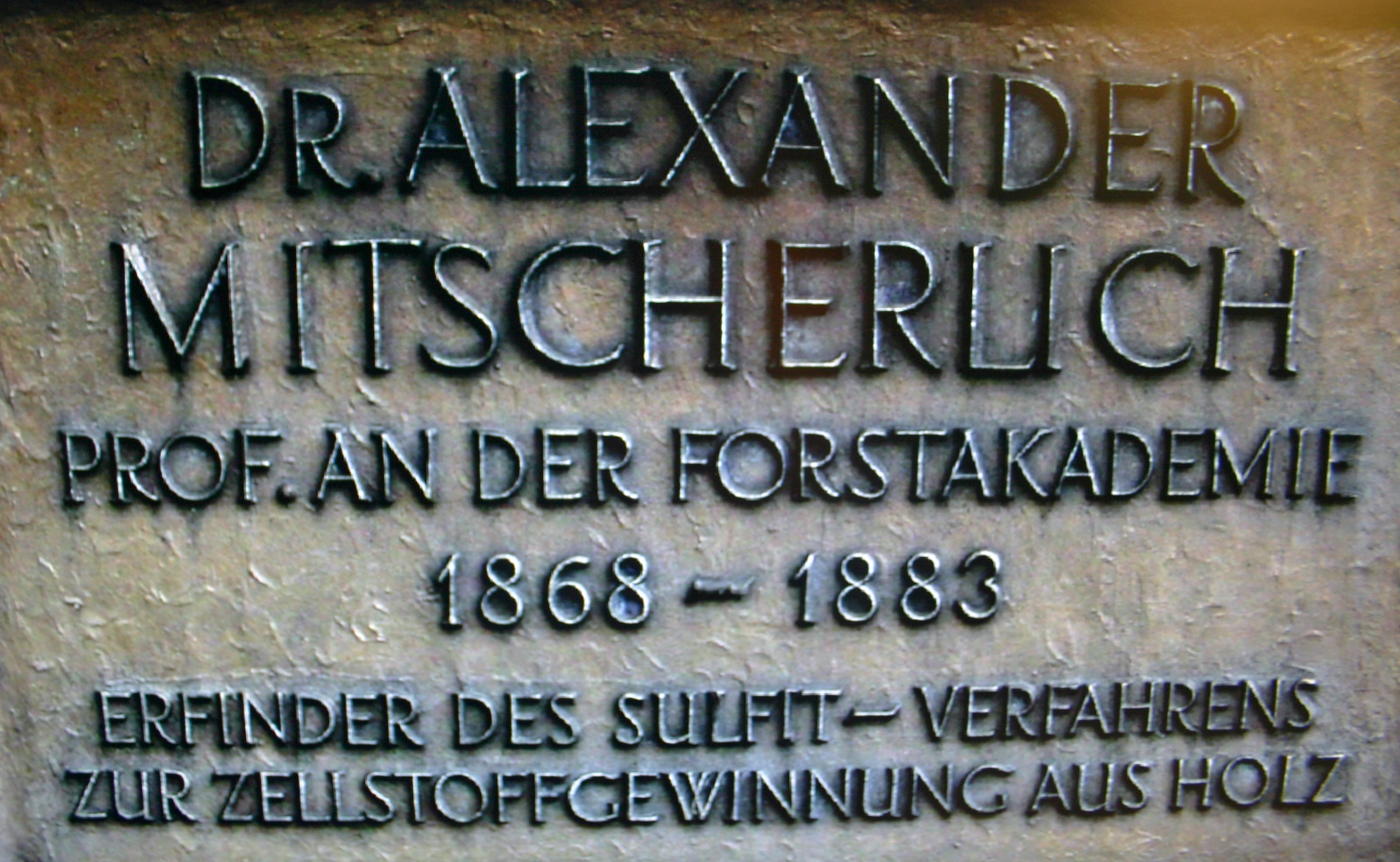
Mitscherlichova pamětní deska v místě jeho laboratoře

Po vypuknutí prusko-francouzské války vstoupil Mitscherlich v srpnu 1870 do pruské armády a bojoval ve Francii až do března 1871. Na zpáteční cestě se seznámil s Wilhelmine Höpkerovou, se kterou se krátce nato oženil. Stal se otcem budoucího politologa Waldemara Mitscherlicha a dědečkem psychoanalytika Alexandera Mitscherlicha.
V roce 1890 si nechal postavit reprezentativní vilu ve Freiburgu-Wiehre v parku na Sternwaldecku, která od roku 1979 slouží jako ateliér pro výtvarné umělce. V letním semestru roku 1892 se stal čestným členem bratrstva Franconia Freiburg. V roce 1936 město Hann. Münden po něm pojmenovalo ulici, kde stála jeho laboratoř. V roce 1980 zde byla umístěna pamětní deska.

## Objevy a podnikání

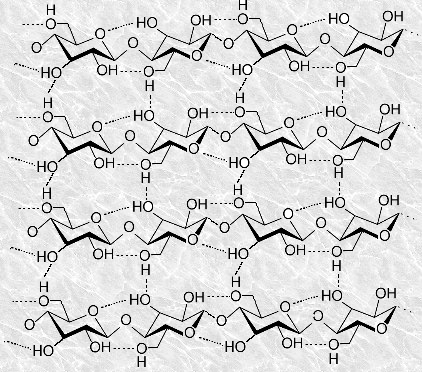
Ukázka struktury vláken v celulóze

Alexander Mitscherlich byl nejenom vědec, ale také podnikatel. Spolu s bratrem Oskarem plánovali postavit továrnu na celulózu. Do té doby se dřevo pro výrobu papíru obvykle zpracovávalo zásaditým sulfátovým procesem - hydroxidem sodným a sulfidem sodným, který oddělil vlákna buničiny potřebné pro výrobu papíru od ostatních látek přítomných ve dřevě. Mitscherlich tento proces prozkoumal ve své laboratoři a zjistil, že oddělená vlákna jsou dost poškozena. Při hledání nového způsobu získávání buničiny objevil proces, založený na reakci oxidu siřičitého s oxidem vápenatým. Tento proces byl k vláknům šetrnější a byl také levnější. Byl nazván kyselý sulfitový nebo také kyselý siřičitý proces.

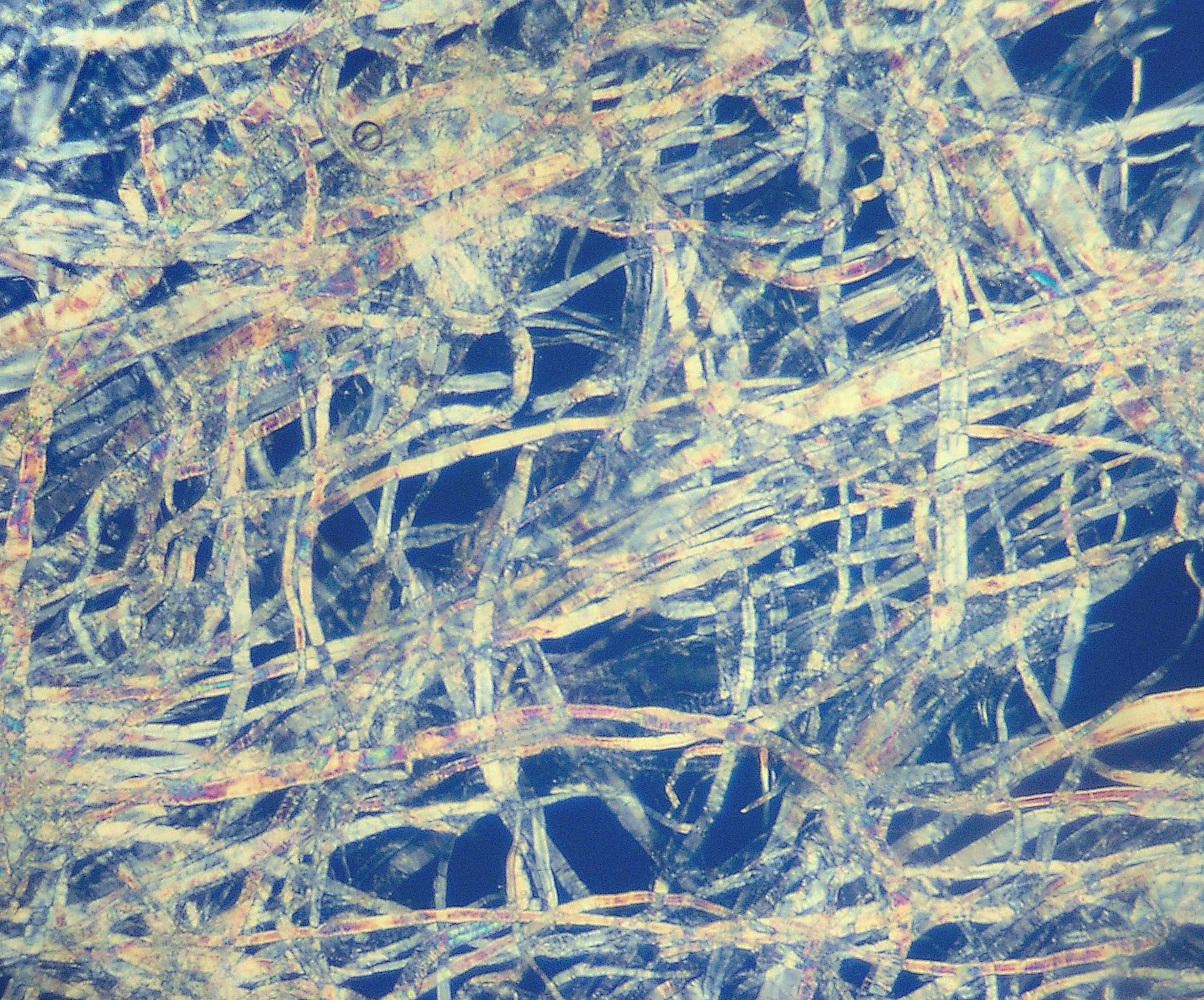
Ukázka struktury vláken buničiny v papírovém kapesníčku

V roce 1874 si Mitscherlichův bratr nechal tento nový sulfitový proces patentovat v Lucembursku a Anglii, neboť v Německu patentový úřad nebyl. Alexander Mitscherlich našel levné a proveditelné způsoby, jak vyrobit sirný roztok při vaření a jak chránit celulózová vlákna po vaření. Postupně tak vypracoval systém, který byl schopen použít sulfitový proces výroby buničiny ve velkém měřítku.
V roce 1877 začal Alexander Mitscherlich stavět vlastní továrnu v Hannoversch Mündenu. V roce 1881 ho odpovědné ministerstvo zemědělství, statků a lesnictví požádalo, aby továrnu prodal. Vlastnictví továrny totiž nebylo slučitelné s postavením profesora a jeho továrna také způsobovala škody na okolních lesích. V roce 1883 Mitscherlich nakonec ustoupil, továrnu prodal, vzdal se svého místa na lesnické akademii a odešel do Freiburgu im Breisgau jako soukromý učenec. Jím založená továrna pokračovala v úspěšné výrobě buničiny a zůstala v provozu až do roku 1951.
V roce 1879 Mitscherlich prodal svůj nový sulfitový proces konkurenci. Nová metoda se tak rozšířila po celém Německu, po Evropě a krátce poté do Severní Ameriky. V roce 1894 se ve světě vyráběl asi milion metrických metrů buničiny podle Mitscherlichovy metody.
V roce 1883 se Mitscherlich dostal do vážných problémů, neboť po soudním sporu několika průmyslníků byla prohlášena část jeho císařského patentu 4179 za neplatnou. Kupující začali pochybovat o smlouvách uzavřených s Mitscherlichem a v některých případech přestali platit dohodnuté částky s argumentem, že zaplatili za neplatný patent. Mitscherlich vedl téměř 30 soudních sporů, dokud v roce 1897 nedosáhl vyrovnání alespoň s některými společnostmi. Aby vykompenzoval vzniklé ztráty, založil Mitscherlich v roce 1893 továrnu v Hofu nad Sálou, kde začal vyrábět především lepidla.

## Ocenění
V roce 1936 u příležitosti stého výročí narození Alexandera Mitscherlicha začala společnost Zellcheming udělovat pamětní medaili Alexandra Mitscherlicha za vynikající úspěchy v oblasti výzkumu celulózy.  Vítězem první ceny se stal Walter Brecht, dlouholetý ředitel Darmstadtského institutu pro výrobu papíru.